# Ratio Club
O Ratio Club foi um pequeno clube informal (dining club) de 1949 a 1958 reunindo jovens psiquiatras, psicólogos, fisiólogos, matemáticos e engenheiros que se reuniam para discutir assuntos relacionados à cibernética.
A ideia do clube surgiu em um simpósio sobre comportamento animal em julho de 1949 organizado pela Society of Experimental Biology em Cambridge. O clube foi fundado pelo neurologista John Bates, com outros membros notáveis, como por exemplo William Ross Ashby.
O nome Ratio foi sugerido por Albert Uttley, cuja raiz latina significa "computação ou a faculdade mental de calcular, planejar e raciocinar". Ele destacou que é a raiz de rationarium, significando uma estimativa estatística, e ratiocinatius, significando argumentativa. O uso foi provavelmente inspirado em uma sugestão anterior de Donald MacCrimmon MacKay do 'MR club', de Machina ratiocinatrix, um termo usado por Norbert Wiener na introdução de seu então recentemente publicado livro Cibernética: ou controle e comunicação no animal e na máquina. Wiener usou o termo em referência ao calculus ratiocinator, uma máquina de calcular construída por Gottfried Wilhelm Leibniz.
Os membros iniciais foram William Ross Ashby, Horace Barlow, John Bates, George Dawson, Thomas Gold, William Edmund Hick, Victor Little, Donald MacCrimmon MacKay, Turner McLardy, P. A. Merton, John Pringle, Harold Shipton, Donald Sholl, Eliot Slater, Albert Uttley, William Grey Walter e [John Westcott]]. Alan Turing juntou-se após a primeira reunião com IJ Good , Philip Woodward e William Rushton adicionados logo depois. Giles Brindley também foi membro por um curto período. Alan Turing associou-se após o primeiro encontro, e Irving John Good, Philip Woodward e William Albert Hugh Rushton associaram-se logo depois. Giles Brindley também foi membro por pouco tempo.